# Marco Scacchi
Marco Scacchi (ur. 1602 w Gallese, zm. 1662 tamże) – włoski kompozytor, skrzypek, kapelmistrz, teoretyk muzyki.
Był uczniem Giovanniego Francesca Anerio. W latach 1621–1649 przebywał w Warszawie, gdzie początkowo działał jako instrumentalista (skrzypek) kapeli królewskiej Zygmunta III Wazy. Po wstąpieniu w 1633 na tron Władysława IV Wazy został kapelmistrzem kapeli królewskiej. Tworzył głównie kompozycje sakralne i okolicznościowe (msze, motety, oratoria, madrygały), zasłużył się też jako nauczyciel sztuki kompozytorskiej (jego uczniem był m.in. gdański kompozytor Kaspar Förster młodszy) oraz organizator przedstawień operowych na dworze królewskim (tzw. opera władysławowska). Możliwe, że autorem niektórych z wystawianych wówczas scenicznych dzieł muzycznych był sam Scacchi.
Marco Scacchi był również autorem pism teoretycznych o muzyce, w tym traktatu Cribrum musicum ad triticum Siferticum (wyd. w Wenecji 1643), do którego załączył część pt. Xenia Apolinea, zawierającą 50 utworów muzycznych członków warszawskiej kapeli królewskiej.